# 布朗萊 (阿拉巴馬州)
布朗萊（英語：Bromley）是一個位於美國阿拉巴馬州鮑德溫縣的非建制地區。該地的面積和人口皆未知。

## 地理
布朗萊的座標為30°44′20″N 87°52′03″W / 30.738889°N 87.867499°W，而該地最高點為海拔高度29米（即95英尺）。